# Sportclub Enschede in het seizoen 1964/65
Het seizoen 1964/1965 was het 11e en laatste jaar in het bestaan van de Enschedese betaaldvoetbalclub Sportclub Enschede. De club kwam uit in de Eredivisie en eindigde daarin op de zevende plaats. Tevens deed de club mee aan het toernooi om de KNVB beker, hierin werd in de tweede ronde verloren van Velox (1–2). Aan het eind het seizoen fuseerde de club met Enschedese Boys en ging verder onder de naam FC Twente.

## Wedstrijdstatistieken

### Eredivisie
|       | ADO   | Ajax  | DOS   | DWS   | Feijenoord | Fortuna '54 | Go Ahead | GVAV  | Heracles | MVV   | NAC   | PSV   | Sittardia | Sparta | Telstar |
| ----- | ----- | ----- | ----- | ----- | ---------- | ----------- | -------- | ----- | -------- | ----- | ----- | ----- | --------- | ------ | ------- |
| Thuis | 1 – 0 | 0 – 4 | 2 – 2 | 0 – 0 | 2 – 0      | 0 – 0       | 0 – 0    | 2 – 1 | 1 – 0    | 1 – 1 | 6 – 1 | 1 – 3 | 3 – 0     | 1 – 1  | 1 – 3   |
| Uit   | 0 – 0 | 1 – 2 | 0 – 2 | 3 – 1 | 4 – 0      | 2 – 2       | 0 – 0    | 1 – 0 | 1 – 2    | 2 – 0 | 1 – 1 | 0 – 0 | 2 – 1     | 3 – 0  | 1 – 1   |

### KNVB beker
| 1e ronde                                    | Wilhelmina                                 | 0 – 3 (0 – 2) | Sportclub Enschede                          |
| 4 oktober 1964 Plaats: Enschede Het Diekman |                                            |               | 4', 65' Issy ten Donkelaar 27' Kalle Oranen |
| 2e ronde                                    | Velox                                      | 2 – 1 (0 – 1) | Sportclub Enschede                          |
| 6 december 1964 Plaats: Utrecht Het Diekman | Willem van Hanegem 51' Joop van Maurik 82' |               | 8' Willem de Vries                          |

### International Football Cup
| Groep A3                                                | 1. FC Kaiserslautern                                             | 0 – 0            | Sportclub Enschede                                   |
| 31 mei 1964 Plaats: Kaiserslautern Fritz-Walter-Stadion |                                                                  | Wedstrijdverslag |                                                      |
| Groep A3                                                | Sportclub Enschede                                               | 0 – 2 (0 – 0)    | 1. FC Kaiserslautern                                 |
| 14 juni 1964 Plaats: Enschede Het Diekman               |                                                                  | Wedstrijdverslag | Willy Reitgaßl Erich Meier                           |
| Groep A3                                                | Sportclub Enschede                                               | 1 – 1 (0 – 0)    | R. Beerschot AC                                      |
| 20 juni 1964 Plaats: Enschede Het Diekman               | Dais ter Beek                                                    | Wedstrijdverslag | 47' Fernand Van Hees                                 |
| Groep A3                                                | FC Grenchen                                                      | 2 – 3 (1 – 1)    | Sportclub Enschede                                   |
| 24 juni 1964 Plaats: Grenchen Stadion Brühl             | Willy Allemann Willy Schneider                                   | Wedstrijdverslag | 15' Dais ter Beek 54' Gyula Nemes Issy ten Donkelaar |
| Groep A3                                                | R. Beerschot AC                                                  | 2 – 2 (1 – 2)    | Sportclub Enschede                                   |
| 28 juni 1964 Plaats: Antwerpen Olympisch Stadion        | Julien Van Puymbroeck Paul Van Merode 80'                        | Wedstrijdverslag | –', –' Spitz Kohn                                    |
| Groep A3                                                | Sportclub Enschede                                               | 5 – 0 (0 – 0)    | FC Grenchen                                          |
| 5 juli 1964 Plaats: Enschede Het Diekman                | Ben Wiggers 60', 89' Gyula Nemes 74', 90' Issy ten Donkelaar 76' | Wedstrijdverslag |                                                      |

## Statistieken Sportclub Enschede 1964/1965

### Eindstand Sportclub Enschede in de Nederlandse Eredivisie 1964 / 1965
| Stand | Gespeeld | Gewonnen | Gelijk | Verloren | Punten | Doelpunten voor | Doelpunten tegen |
| ----- | -------- | -------- | ------ | -------- | ------ | --------------- | ---------------- |
| 7e    | 30       | 9        | 12     | 9        | 30     | 33              | 37               |

### Topscorers
| #                 | Naam               | Goal |
| ----------------- | ------------------ | ---- |
| 1.                | Henny Weering      | 9    |
| 2.                | Issy ten Donkelaar | 7    |
| 3.                | Chris Geutjes      | 4    |
| 4.                | Dais ter Beek      | 3    |
| 5.                | Joop Janssen       | 2    |
| 5.                | Hennie Nieuwenhuis | 2    |
| 5.                | Willem de Vries    | 2    |
| 8.                | Henk Gieskes       | 1    |
| 8.                | Job Hoomans        | 1    |
| 8.                | Johan Plageman     | 1    |
| Onbekend doelpunt |                    |      |
| –                 | Onbekend           | 1    |
| Totaal            | Totaal             | 33   |

| #      | Naam               | Goal |
| ------ | ------------------ | ---- |
| 1.     | Issy ten Donkelaar | 2    |
| 2.     | Kalle Oranen       | 1    |
| 2.     | Willem de Vries    | 1    |
| Totaal | Totaal             | 4    |

| #      | Naam               | Goal |
| ------ | ------------------ | ---- |
| 1.     | Gyula Nemes        | 3    |
| 2.     | Dais ter Beek      | 2    |
| 2.     | Issy ten Donkelaar | 2    |
| 2.     | Spitz Kohn         | 2    |
| 2.     | Ben Wiggers        | 2    |
| Totaal | Totaal             | 11   |

## Voetnoten
ADO ·
Ajax ·
DOS ·
DWS ·
Sportclub Enschede ·
Feijenoord ·
Fortuna '54 ·
Go Ahead ·
GVAV ·
Heracles ·
MVV ·
NAC ·
PSV ·
Sittardia ·
Sparta ·
Telstar